# The Final Countdown Tour 1986
The Final Countdown Tour 1986 – album wideo zespołu Europe. Pierwotnie został wydany w 1986 roku na VHS na rynek japoński. W 2004 roku wznowiono wydanie, na CD i DVD. Album zawierał nagranie wideo z koncertu w Solnie z 1986 roku.

## Lista utworów
1. "The Final Countdown"
2. "Ninja"
3. "Carrie"
4. "On the Loose"
5. "Cherokee"
6. "Time Has Come"
7. "Open Your Heart"
8. "Stormwind"
9. "Rock the Night"

## Skład zespołu
- Joey Tempest – wokal, gitara akustyczna
- John Norum – gitary, wokal wspierający
- John Levén – gitara basowa
- Mic Michaeli – instrumenty klawiszowe, wokal wspierający
- Ian Haugland – perkusja, wokal wspierający